# Чешнєвек (Церклє-на-Горенськем)
Чешнєвек (словен. Češnjevek) — поселення в общині Церклє-на-Горенськем, Горенський регіон, Словенія. Висота над рівнем моря: 406,3 м.